# Bernard Le Roux
Pour les articles homonymes, voir Le Roux.

a Compétitions nationales et continentales officielles uniquement.

b Matchs officiels uniquement.
Dernière mise à jour le 27 mars 2021.
Bernard Le Roux, né le 4 juin 1989 à Moorreesburg (Afrique du Sud), est un joueur franco-sud-africain, international français de rugby à XV entre 2013 et 2021, qui joue aux postes de troisième ligne aile ou de deuxième ligne. Il joue de 2009 à 2024 au Racing 92.

## Biographie

### Jeunesse et formation
Comme l'indique son patronyme, Bernard Le Roux a des ancêtres français huguenots, ce qu'il confie lors d'un entretien accordé au quotidien L'Équipe paru le 11 juin 2013 : « J’ai fait une petite recherche, on a eu de la famille dans la région de Nantes qui est partie d’abord vers la Belgique puis en Afrique du Sud, il y a plusieurs siècles »,.
Deuxième enfant d'une famille de trois enfants composée de Monique, sa sœur aînée, et Jacobus, le cadet, Bernard Le Roux rejoint Moorreesburg en 1996 après la mort de son père André. Bien que doué pour la natation, dont il détient des records du collège de la ville et appelé lors de sélections nationales, il se destine au rugby à XV. Il tente une première fois sa chance auprès de la province du Boland, mais non retenu, il rejoint le Rugby Performance Center à Riebeck où un ancien entraîneur de la Western Province, de l'Eastern Province Kings, des London Irish et des Saracens, Alan Zondach, lui permet de se former à ses frais, convaincu du potentiel du jeune joueur.

### Débuts en Afrique du Sud puis arrivée en France (2008-2013)
Il obtient un contrat espoir avec les Boland Cavaliers en 2008 puis joue avec les Border Bulldogs. Après un accord d'échanges de jeunes joueurs conclu avec le Racing Metro 92 par l'intermédiaire de Philippe Berbizier, échanges dont Eddy Ben Arous bénéficie également, il rejoint en 2009 le club francilien. Il est alors rapidement recruté par Pierre Berbizier, alors entraîneur du club parisien. Son arrivée en tant que « joker médical » permet de pallier la blessure de l'Argentin Álvaro Galindo. C'est finalement face à l'autre club parisien le Stade français qu'il fait ses débuts en Top 14, lors de la saison 2009-2010. La semaine suivante, il obtient sa première titularisation, contre Albi, puis il inscrit son premier essai en avril contre Biarritz. Il dispute finalement neuf rencontres. Il dispute également son premier match européen, face aux Wasps, en challenge européen.
Lors de la saison suivante, il dispute cinq rencontres de la phase de poule de la coupe d'Europe, inscrivant un essai face à l'ASM Clermont lors de la cinquième journée. En Top 14, il est titulaire lors de trois des quatorze rencontres qu'il dispute .
La saison suivante, il dispute seize rencontres de Top 14, obtenant sept titularisations, et quatre de coupe d'Europe, deux fois titulaire. Il continue sa progression la saison suivante en obtenant seize titularisations en vingt rencontres de Top 14, dont le match de barrage perdu face au Stade toulousain, et trois titularisations en coupe d'Europe où il inscrit cinq rencontres.

### Débuts internationaux avec l'équipe de France (2013-2016)
Approché par l'encadrement de l'équipe de France en fin de saison 2011-2012, alors qu'il vient de jouer ses trois saisons en France lui permettant ainsi de postuler à une place chez les Bleus, Bernard Le Roux n'est pas retenu lors des deux échéances suivantes, lors des matchs de novembre 2012, puis lors du Tournoi des Six Nations 2013. Désireux de jouer avec l'Équipe de France, il est sélectionné dans un groupe de 38 joueurs retenus par Philippe Saint-André pour la tournée de juin en Nouvelle-Zélande. Il joue son premier match avec le XV de France le 11 juin 2013, face à la province néo-zélandaise des Auckland Blues. Ce match, préparatoire au deuxième des trois tests disputés face aux All Blacks, ne compte cependant pas pour une sélection. Bernard Le Roux connaît sa première sélection et titularisation avec le XV de France le 15 juin suivant, face aux All Blacks,. Il est de nouveau présent lors du dernier test, entrant en jeu à la place de Antonie Claassen.

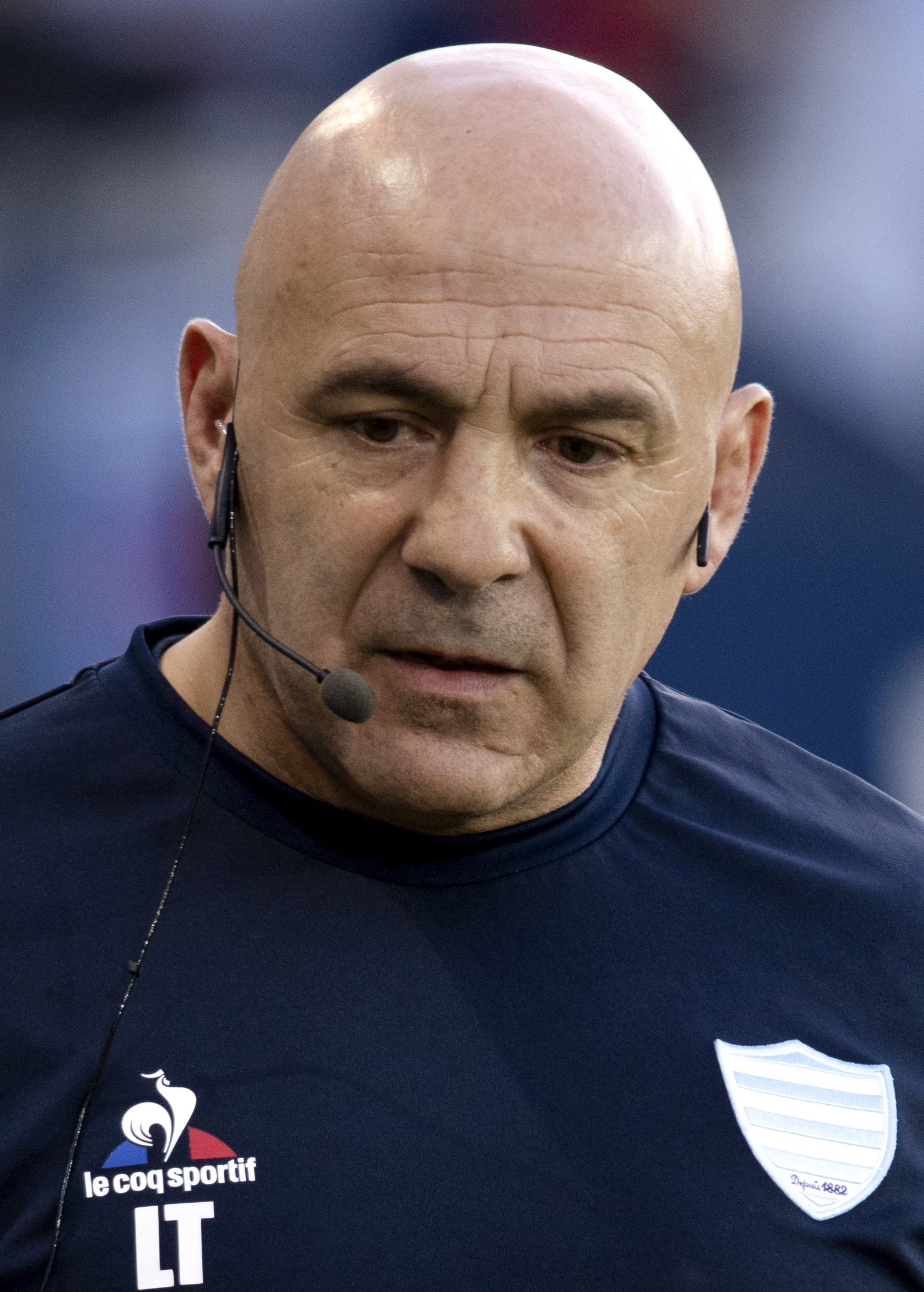
Laurent Travers, ici en 2019, est l'entraîneur de Bernard Le Roux de 2013 à 2023.

En novembre, il fait partie des trois derniers joueurs à sortir du groupe avant le premier test face aux All Blacks. Une semaine plus tard, il obtient une place de remplaçant pour le match face aux Tonga. Avant le dernier test, face aux Springboks, il est laissé à la disposition de son club. Avec celui-ci, il dispute quatre des six rencontres de poule de la coupe d'Europe, inscrivant un essai face aux Harlequins lors d'une défaite 32 à 8 à domicile. Il retrouve l'équipe de France, où il est titulaire lors du premier match du Tournoi face à l'Angleterre, remporté 26 à 24. Il est reconduit pour le match suivant face à l'Italie, où il est victime d'un KO en fin de rencontre. Non retenu contre le pays de Galles, il retrouve le groupe qui prépare le match face à l'Écosse, mais il n'est finalement pas retenu pour disputer la rencontre. De nouveau présent dans le groupe qui prépare la dernière rencontre face aux Irlandais, il ne dispute pas cette rencontre. Il termine la saison avec son club, avec lequel il dispute quinze matchs en tant que titulaire sur les 21 rencontres qu'il dispute en Top 14, dont la victoire en barrage sur le score de 21 à 16 face au Stade toulousain puis à la demi-finale perdue 16 à 6 face à Toulon.
Retenu dans le groupe de joueurs pour une tournée d'été 2014 en Australie ponctuée de trois tests, il forme une troisième ligne inédite avec Damien Chouly et Fulgence Ouedraogo. Pour le premier match face aux Wallabies. Lors des deux autres tests, il occupe un poste de remplaçant.
En novembre, il est titulaire lors des trois tests, face aux Fidji puis l'Australie, deux victoires par 40 à 15 et 29 à 26, et défaite 18 à 13 face à l'Argentine. Pour le Tournoi 2015, Philippe Saint-André continue de le faire évoluer au poste de titulaire, le Roux disputant les cinq rencontres, victoire face à l'Écosse, puis deux défaites consécutives face à l'Irlande et le pays de Galles, victoire en Italie et défaite en Angleterre. Avec le Racing, il est titulaire lors des six rencontres de poule de coupe d'Europe, mais doit déclarer forfait pour cause de blessure pour le quart de finale face aux Saracens. En Top 14, il dispute quatorze rencontres, treize titularisations, le Racing finissant sa saison sur une défaite 38 à 15 en barrage face au Stade français Paris.

### De nombreuses finales avec le Racing 92 (2016-2020)
Retenu dans le groupe de 36 joueurs préparant la Coupe du monde 2015, il dispute les deux derniers matchs de préparation, titulaire face aux Anglais puis remplaçant face aux Écossais. Il est ensuite présent dans la sélection finale pour le Mondial. Il couvre les postes de deuxième ligne et troisième ligne aile. Il est remplaçant lors du premier match face à l'Italie, puis est titularisé lors des deux matchs suivants, face à la Roumanie et le Canada et lors du quart de finale face à la Nouvelle-Zélande. Durant la compétition, il est l'un des rares joueurs obtenant un satisfecit de son sélectionneur.
Durant la saison 2015-2016, le Racing 92 est dans un premier temps finaliste de la Coupe d'Europe et affronte les Saracens. Bernard Le Roux est titulaire en troisième ligne aux côtés de Wenceslas Lauret et Chris Masoe, mais les siens sont battus 9-21,. Puis, il remporte le Top 14 avec son équipe, après avoir battu en finale le RC Toulon sur le score de 21 à 29. Le Roux est titulaire pour cette rencontre et remporte ainsi le premier trophée de sa carrière.
Deux ans plus tard, en 2017-2018, le Racing 92 atteint une deuxième fois la finale de la Coupe d'Europe et est cette fois opposé aux Irlandais du Leinster. Le Roux est une nouvelle fois titulaire en troisième ligne accompagné par Lauret et Yannick Nyanga. Les Franciliens perdent leur deuxième finale consécutive après une courte défaite 15-12,. En championnat, le Racing échoue aux portes de la finale après avoir été battu 14 à 19 par le Castres olympique en demi-finale.
Le 4 juin 2019, il est suspendu par la commission d'appel de la FFR pendant 4 semaines, à la suite d'un plaquage dangereux asséné à Nicolás Sánchez, demi d'ouverture du Stade français. Il est malgré tout sélectionné comme deuxième ligne à la Coupe du monde 2019 par Jacques Brunel, bien que ne pouvant jouer aucun match de préparation et malgré son absence de sélection depuis un an. Titulaire en deuxième ligne et omniprésent lors du match de poule remporté face aux États-Unis (33-9), il termine la compétition titulaire lors du quart de finale perdu (19-20) face au pays de Galles.
En 2019-2020, le Racing 92 se qualifie pour sa troisième finale de la Coupe d'Europe en cinq ans. Face aux Anglais d'Exeter, Le Roux est titularisé en deuxième ligne avec Dominic Bird, mais son équipe perd aussi cette finale, ayant été battu 31-27,.

### Blessures et fin de carrière (2021-2024)
En septembre 2022, Bernard Le Roux est victime d'une sévère commotion cérébrale contre le Lyon OU à la suite d'un choc avec Loann Goujon. Cette blessure le contraint à s'éloigner des terrains pour une durée de six mois minimum.
En mars 2023, Bernard Le Roux assure ne pas avoir l'intention d'arrêter sa carrière après la commotion cérébrale dont il a été victime six mois plus tôt.
En juin 2024, après l'élimination du Racing en barrages du Top 14 contre l'Union Bordeaux Bègles, Bernard Le Roux annonce l'arrêt officiel de sa carrière, plus de dix-huit mois après avoir disputé son dernier match. Il explique avoir été contraint de s'arrêter en raison d'une répétition de commotions cérébrales dangereuses pour sa santé.

## Style de jeu
Le point fort de Le Roux est sa défense, joueur très physique (1,98 m ; 119 kg), il assène régulièrement de très gros plaquages à ses adversaires, les forçant à reculer à l'impact. Possédant un volume de jeu très élevé, il se montre très actif dans le jeu (plaquages, grattages, soutien...) et jouit d'un dynamisme et d'une mobilité bien au-dessus de la moyenne. Il a en outre beaucoup progressé dans le secteur aérien, devenant un sauteur fiable. En revanche, il doit encore progresser dans les phases offensives, n’avançant que peu balle en main en dépit de son physique.

## Statistiques

### En équipe nationale
Bernard Le Roux compte 47 sélections avec l'équipe de France dont 32 en tant que titulaire. Il obtient sa première sélection le 15 juin 2013 à Christchurch contre la Nouvelle-Zélande.
Il participe à sept éditions du Tournoi des Six Nations, en 2014, 2015, 2016, 2017, 2018, 2020 et 2021.
Il participe à deux éditions de la Coupe du monde. En 2015, il participe aux cinq matchs de l'équipe de France, face à l'Italie en tant que remplaçant, puis en tant que titulaire face à la Roumanie et le Canada, rempaçant face à Irlande et titulaire face à la Nouvelle-Zélande. En 2019, il est remplaçant lors du match d'ouverture contre l'Argentine.

## Palmarès

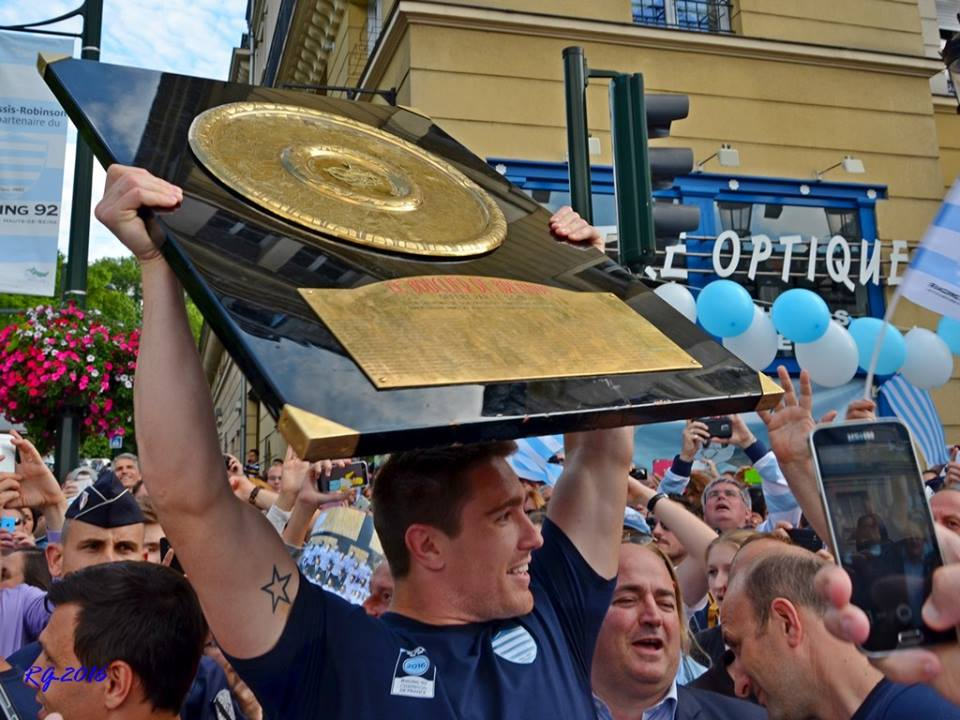
Bernard Le Roux avec le Bouclier de Brennus sur la place du Plessis-Robinson.

### En club
- Racing 92
  - Vainqueur du Championnat de France en 2016
  - Finaliste de la Coupe d'Europe en 2016, 2018 et 2020

### En sélection

#### Tournoi des Six Nations
| Édition          | Rang | Résultats France | Résultats Le Roux | Matchs Le Roux |
| ---------------- | ---- | ---------------- | ----------------- | -------------- |
| Six Nations 2014 | 4    | 3 v, 0 n, 2 d    | 2 v, 0 n, 0 d     | 2/5            |
| Six Nations 2015 | 4    | 2 v, 0 n, 3 d    | 2 v, 0 n, 3 d     | 5/5            |
| Six Nations 2016 | 5    | 2 v, 0 n, 3 d    | 0 v, 0 n, 1 d     | 1/5            |
| Six Nations 2017 | 3    | 3 v, 0 n, 2 d    | 1 v, 0 n, 1 d     | 2/5            |
| Six Nations 2018 | 4    | 2 v, 0 n, 3 d    | 1 v, 0 n, 1 d     | 2/5            |
| Six Nations 2020 | 2    | 4 v, 0 n, 1 d    | 4 v, 0 n, 1 d     | 5/5            |
| Six Nations 2021 | 2    | 3 v, 0 n, 2 d    | 2 v, 0 n, 1 d     | 3/5            |

#### Coupe du monde
| Édition         | Rang               | Résultats France | Résultats Le Roux | Matchs Le Roux |
| --------------- | ------------------ | ---------------- | ----------------- | -------------- |
| Angleterre 2015 | Quart de finaliste | 3 v, 0 n, 2 d    | 3 v, 0 n, 2 d     | 5/5            |
| Japon 2019      | Quart de finaliste | 3 v, 0 n, 1 d    | 3 v, 0 n, 1 d     | 4/4            |